# Long Lake
Long Lake (Ginoogaming), banda Ojibwa Indijanaca s jezera Long Lake sjeverno od jezera Superior u Ontariju, Kanada. Populacija im 1884. iznosi 311; 1904. 341; 2006. 773. Danas se službeno vode pod imenom Ginoogaming First Nation, a imaju istoimeni rezervat u blizini Geraldtona. 

## Vanjske poveznice
- Ginoogaming First Nation  Arhivirana inačica izvorne stranice od 10. prosinca 2008. (Wayback Machine)